# Walter Bucerius (Oberregierungsrat)
Walter Bucerius [buˈtseʁius] (* 14. August 1875 in Calbe (Saale); † 26. Mai 1946 in München) war ein deutscher Oberregierungsrat, der als Direktor des Badischen Landesgewerbeamtes und später auch als Hochschullehrer tätig war und sich Verdienste um die badische Gewerbeförderung erwarb.

## Leben
Er war der Sohn des Kaufmanns Friedrich Wilhelm Bucerius und dessen Ehefrau Caroline geb. Schilüter. Walter Bucerius wurde in der Kreisstadt Calbe (Saale) in der preußischen Provinz Sachsen geboren. Nach dem Besuch des Gymnasiums im anhaltischen Bernburg (Saale) absolvierte er  zunächst eine praktische Ausbildung und studierte im Anschluss von 1896 bis 1900 an der Technischen Hochschule Karlsruhe. Danach trat er zwei Jahre in das praktische Berufsleben in der freien Wirtschaft ein. 1903 wechselte er in den Staatsdienst im Badischen Landesgewerbeamt in Karlsruhe. Hier stieg bis zum Oberregierungsrat auf. Als solcher wurde Walter Bucerius Direktor des Badischen Landesgewerbeamtes und Leiter der Außenstelle Karlsruhe des deutschen Handwerksinstituts. Er spezialisierte sich auf Gewerbeförderung, Technologie, Wärmewirtschaft und Rationalisierung.
1934 erhielt er einen Lehrauftrag für Betriebswirtschaft an der Technischen Hochschule Karlsruhe. Als Hochschullehrer wirkte er dort bis zu einem Tod infolge eines Herzschlags.

## Familie
Er heiratete im Jahre 1906 Elisabeth geborene Reps und wohnte mit ihr in Karlsruhe, Bunsenstraße 18. 

## Schriften (Auswahl)
- Über rationelle und rauchfreie Heizung von Backöfen. München 1905
- Raumheizung und Feuerungstechnik mit besonderer Berücksichtigung der Ofenheizung, 1. Teil, Die Vorgänge bei der Wärmeerzeugung und Wärmeabgabe. Karlsruhe 1920
- Grundlagen der rationellen Betriebsführung mit besonderer Berücksichtigung des Handwerks. Karlsruhe 1924.
- Das Problem der handwerklichen gegenüber der industriellen Technik. In: Schleswig-Holsteinisches Jahrbuch. Bd. 15/16 (1925/1926), 62–67.
- Der Rationalisierungsgedanke im Handwerk (Wirtschaftliche B62t67ebsführung). Karlsruhe 1926.
- Die technische Führung des Handwerksbetriebes. Berlin 1930.
- Die Wirkung des technischen Fortschritts auf das Handwerk in den letzten zwei Jahrhunderten. München 1936.